# Ofensiva de Deir ez-Zor (diciembre de 2014)
 La ofensiva de Deir ez-Zor (diciembre de 2014) fue una operación militar lanzada por el Estado Islámico de Irak y el Levante (EIIL) en la base aérea de Deir ez-Zor y las áreas circundantes. 

## Batalla
El 3 de diciembre, EIIL lanzó una ofensiva en dirección a la base aérea militar Deir Ezzor. Según informes, lograron capturar el edificio Al-Masemekeh después de que un terrorista suicida detonara un automóvil cerca de él, matando a 19 soldados y combatientes de las FND, según el SOHR.  En los choques que siguieron, 7 militantes de EIIL murieron, mientras que EIIL incautó dos tanques, un APC, una pieza de artillería y ametralladoras.  Al día siguiente, el EIIL avanzó más y capturó la aldea de al-Mari'iyah, y también capturó partes de la aldea de al-Jafra, mientras que el ejército sirio informó que la 104.ª brigada aerotransportada de la Guardia Republicana mató Más de 20 militantes del EIIL, y se apoderaron de 3 tanques. La misma fuente nombró 17 víctimas del EIIL de los combates en el área de Al-Mari'ayyi.  La SAF realizó diez ataques aéreos en las posiciones de EIIL ese día.
El 5 de diciembre, el EIIL capturó la aldea de al-Jafra. 37 militantes del EIIL y 30 soldados murieron durante la toma.  Mientras tanto, 15 milicianos del EIIL fueron asesinados por aviones de combate de la coalición dirigidos contra un convoy en el campo de al-Bokamal.  Más tarde ese día, el ejército sirio lanzó un contraataque y recapturó partes de la aldea de al-Mari'iyah, y recuperó el control del perímetro de la base aérea Deir-ez Zour del EIIL El ejército sirio afirmó que había matado más de 100 militantes del EIIL desde el inicio de la ofensiva del EIIL, mientras que SOHR dio el número de 45. EIIL también logró capturar algunas posiciones y equipo militar en la montaña que domina la ciudad.
Durante la madrugada del 6 de diciembre, el EIIL tomó el control del batallón de mEIILes al noreste del aeropuerto.  Al mismo tiempo, EIIL detonó un coche bomba en la puerta principal de la base aérea y logró avanzar hacia la base, pero este ataque fue finalmente rechazado debido al fuerte bombardeo y bombardeo por parte del Ejército.  EIIL también se retiró de la montaña con vistas a Deir ez Zor después de que fue expuesta a un intenso bombardeo aéreo por parte de la SyAAF, que al parecer usaba gas de cloro.  Desde el inicio de la ofensiva, 51 soldados y 68 militantes de EIIL fueron asesinados, según SOHR. Al-Masdar informó que más de 200 combatientes de EIIL murieron junto con 43 soldados del Ejército desde el inicio de la ofensiva.  
El 7 de diciembre, los militares declararon que las fuerzas de EIIL se habían retirado al sur del aeropuerto militar.  Más tarde ese día, también informaron que no había más combates en las cercanías del aeropuerto.  EIIL lanzó un nuevo ataque en un intento de romper el perímetro este de la base.  Un suicida saudí, intentó chocar un coche bomba contra las puertas del este y despejar el camino para los combatientes del EIIL.  Sin embargo, el vehículo fue destruido por soldados del gobierno antes de que alcanzara su objetivo.  La lucha de la tarde dejó 23 combatientes de EIIL muertos, según una fuente militar.  Un número de soldados fueron capturados durante el ataque, según el SOHR.
El 8 de diciembre, una fuente militar informó que EIIL comenzó a retirar sus fuerzas de al-Jafra.  La lucha también continuó en al-Mari'iyah.  Mientras tanto, en la cercana isla de Sakr (Hajeewa Sakr), los militares informaron haber matado a más de 70 militantes de EIIL durante los tres días anteriores.
El 9 de diciembre, EIIL se retiró después de que su ataque contra el aeropuerto militar Deir ez-Zor fracasara, retirándose a las afueras de las aldeas circundantes.  El Ejército sirio lanzó ataques aéreos intensivos en sus fortalezas en las afueras de las aldeas de al-Jafra, al-Hawija y Marihiyak para asegurar el área del aeropuerto y evitar que los combatientes tengan una segunda oportunidad de acercarse a sus muros.
El 11 de diciembre, las fuerzas gubernamentales recuperaron el control de al-Jafra y los puntos en la montaña.  Sin embargo, más tarde, EIIL avanzó alrededor de al-Jafra y las afueras del área de Hajeewa Sakr y tomó el control de las áreas opuestas a al-Jafra, uniendo el territorio controlado por EIIL entre las dos áreas.
A medianoche del 12 de diciembre, un terrorista suicida que conducía un tanque se inmoló en el muro este de la base aérea, dañando las fortificaciones del Ejército.  El enfoque del tanque no se notó debido a la densa niebla de la mañana.  Después de eso, un coche-bombardero intentó llegar a la puerta del aeropuerto, pero su vehículo fue destruido a 40 metros de su objetivo.  El ataque doble fue seguido por un ataque terrestre que fue rechazado.
Más tarde, las tropas sirias emboscaron a un grupo de combatientes de EIIL en el al-Jbeila. Además, las tropas recapturaron al-Hwaika después de que EIIL avanzara hacia él el día anterior, mientras que, según una fuente militar, el Ejército había asegurado el 70 por ciento de al-Mari'iyah, con EIIL aún ocupando posiciones en el perímetro sureste de la ciudad.
El 13 de diciembre, las tropas sirias rechazaron otro ataque de EIIL en el aeropuerto militar. Al día siguiente, 200 miembros de la tribu Shaatat se unieron al Ejército en la base aérea militar para luchar contra el EIIL. Mientras tanto, los combates continuaron cerca de la escuela al-Jafra en un intento por parte de EIIL de romper la línea de defensa del Ejército.

## Consecuencias
El 15 de diciembre, la Guardia Republicana, apoyada por la Fuerza Aérea Siria, capturó varias cuadras en las cercanías de Deir es-Zor.
El 17 de diciembre, la 104a Brigada Aerotransportada del Ejército, respaldada por el NDF y una tribu local, lanzó una importante contraofensiva al noreste del aeropuerto, que supuestamente tomó el control completo de 1,5 kilómetros de tierra adyacente a la base.  Además, la 137.ª Brigada de la 17.ª División del Ejército capturó el área del Banco Al-Rashidiyyeh. Tres días después, un nuevo asalto a la base aérea causó la muerte de 20 militantes de EIIL y ocho soldados, uno de los cuales era un general de brigada, el comandante de la base aérea Deir ez-Zor. Durante la lucha, EIIL capturó un edificio blanco en el borde sureste de la base. Tres días después, EIIL capturó varias otras posiciones cerca de la base y la montaña.
Entre los enfrentamientos en el distrito de la ciudad de Al-Sina'a entre el 25 y el 27 de diciembre, al menos 30 militantes de EIIL fueron asesinados, según una fuente militar.  Mientras tanto, EIIL todavía controlaba alrededor del 30% de la Isla Sakr y estaba siendo suministrada solo por barcos.
El 27 de enero, el Ejército capturó la base del Batallón Rocket y las Granjas Al-Waaqa'at, al norte de la base aérea. Según informes, también recapturaron el Centro de observación en la zona de Abu Bardan, en la isla de Sakr.  Esto trajo el 75% de la isla bajo el control del Ejército, según una fuente militar.  Los combates dejaron 20 combatientes del EIIL muertos. Al día siguiente, los militares avanzaron y aseguraron totalmente la aldea de al-Mari'iyah.  A principios de febrero, las fuerzas de EIIL se retiraron de varias posiciones al este de la base aérea.
A mediados de marzo, el Ejército capturó la granja de sal al sur de Deir ez-Zor y avanzó a la ciudad de Al-Shulah, con más de 35 combatientes de EIIL muertos. Además, a fines de mes, el Ejército capturó el área de la Instalación Eléctrica, cerca de los Campos Petroleros de Al-Taym, y, respaldada por una tribu local, el pueblo de Al-Malha, al este de la ciudad.